# Antje Arnold
Antje Arnold (geboren im 20. Jahrhundert) ist eine deutsche Verfassungsrichterin. Sie war von 1983 bis 1987 Mitglied des Hessischen Staatsgerichtshofs.

## Leben
Arnold wurde am 2. März 1983 auf Vorschlag der SPD-Fraktion vom Hessischen Landtag zum stellvertretenden nicht richterlichen Mitglied am Staatsgerichtshof des Landes Hessen gewählt. Sie wurde nach einer kurzen Legislaturperiode 1984 wiedergewählt und übte das Amt bis 1987 aus.